# Boston Public
Boston Public es una serie de televisión estadounidense creada por David E. Kelley y transmitida por la cadena Fox desde el 23 de octubre de 2000 al 30 de enero de 2004. Duró cuatro temporadas y cada temporada tuvo 22 episodios, excepto la última temporada, que tuvo 15 episodios debido a la decisión de cancelarla.

## Argumento
Ambientada en la Escuela Winslow High, una escuela de educación secundaria ficticia localizada en Boston (Massachusetts). Ofrecía una perspectiva amplia de la vida escolar, recreando no solo la actividad docente sino también aspectos de las vidas privadas de varios profesores, estudiantes y administradores de la escuela.

## Reparto
| Actor            | Personaje        | Temporadas | Notas                                       |
| ---------------- | ---------------- | ---------- | ------------------------------------------- |
| Chi McBride      | Steven Harper    | 1-4        | Director de la escuela                      |
| Anthony Heald    | Scott Guber      | 1-4        | Subdirector de la escuela                   |
| Loretta Devine   | Marla Hendricks  | 1-4        | Profesora de estudios sociales              |
| Sharon Leal      | Marilyn Sudor    | 1-4        | Profesora de inglés y de música             |
| Fyvush Finkel    | Havey Lipschultz | 1-4        | Profesor de historia                        |
| Nicky Katt       | Harry Senate     | 1-3        | Profesor de la clase difícil                |
| Jessalyn Gilsig  | Lauren Davis     | 1-2        | Profesora                                   |
| Jeri Ryan        | Ronnie Cooke     | 2-4        | Exabogada, profesora y psicóloga de escuela |
| Michael Rapaport | Danny Hanson     | 2-4        | Profesor                                    |

- Datos: Q894582